# شهرستان سانگ
شهرستان سانگ (به لاتین: Cang County) یک منطقهٔ مسکونی در چین است که در کانگجو واقع شده‌است. شهرستان سانگ ۱٬۵۲۷ کیلومتر مربع مساحت و ۶۵۰٬۰۰۰ نفر جمعیت دارد.